# .es
.es (Espanha) é o código TLD (ccTLD) na Internet para a Espanha,  também muito utilizado por países latinos, devido as influências da língua espanhola no Continente Americano.
O ccTLD .es foi criado pela IANA em 1988 e delegado em seus primeiros anos para a RedIRIS. Em 2000, o .es foi re-delegado a Entidad Pública Empresarial Red.es, autarquia do Ministério da Indústria e Comércio, através da Secretaria de Estado de Telecomunicações e para a Sociedade da Informação.
Em outubro de 2007, os domínios .es podem ser registrados com caracteres especiais, por meio da tecnologia IDN (Internacionalized Domains Names), que permite que domínios sejam registrados em suas línguas nativas. No caso da Espanha, são quatro principais línguas  faladas no país: Espanhol, Basco, Galego e Catalão.
As regiões da Galícia e Catalunha possuem domínios de topo: .gal para Galícia e .cat para Catalunha, além de Barcelona possuir também 2 domínios de topo genéricos (gTLDs), sendo eles: .barcelona e .bcn.

## Estrutura
Os domínios podem ser registrados em Segundo Nível diretamente sob a Zona DNS do .es, ou em Terceiro Nível a baixo de Domínios de Segundo Nível operados para o .es.
Domínios de Terceiro Nível:
.com.es ou .cóm.es - Entidades Comerciais, uso Genérico para Espanha e Região da Catalunha (.cóm.es),
.nom.es - Destinado as Pessoas Físicas, assim como o .nom.br do Brasil,
.org.es - Destinado as Organizações Não Governamentais,
.gob.es - (Uso Restrito), Destinado a Entidades Governamentais,
.edu.es - (Uso Restrito), Destinado a Entidades de Ensino e Pesquisa.
Desde 2005, vem sendo implantada novas Regulamentações para o Registro de domínios sob o .es, como a Exigência de Comprovação para domínios .gob.es e .edu.es, bem como críticas de diversos setores da Sociedade para o barateamento dos preços dos registros de domínios.
Com a adoção de novas políticas de registro de domínios, o número de domínios sob o .es triplicou em um ano (comparação entre 2004 e 2005), em 2010 foi publicada uma nova Normativa.